# Miles Glacier Bridge
Il Miles Glacier Bridge è un ponte sul fiume Copper situato a circa 80 chilometri dalla cittadina di Cordova in Alaska. È stato costruito agli inizi del XX secolo come ponte ferroviario per il trasporto del minerale di rame nella regione. È stato in seguito utilizzato come ponte autostradale a partire dal 1958 e fino al 1964, quando venne danneggiato dal terremoto dell'Alaska del 1964. 

## Storia

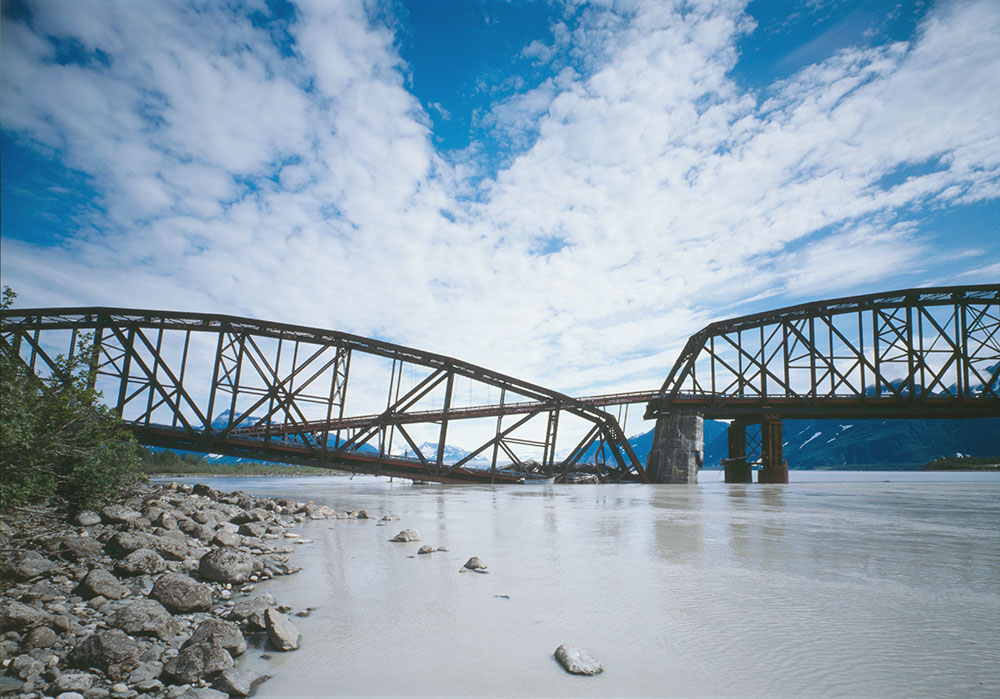
Il ponte in seguito al terremoto del 1964.

Il Miles Glacier Bridge fu costruito tra il 1909 e il 1910 come parte della Copper River and Northwestern Railway, una linea ferroviaria costruita tra il 1906 e il 1911 dall'impresario ferroviario Michael James Heney su incarico della famiglia Guggenheim e di John Pierpont Morgan allo scopo di trasportare il minerale di rame estratto dalle miniere di Kennicott, vicino a McCarthy, fino al porto di Cordova, distante quasi 320 chilometri.
Il Miles Glacier Bridge non è l'unico ponte lungo tale linea ferroviaria, ma la sua realizzazione ha richiesto un impegno particolare per via della posizione. Si trova infatti tra due ghiacciai attivi - il Childs Glacier verso ovest e il Miles Glacier, da cui prende il nome, verso est - dai quali durante la primavera e l'estate si staccano grossi blocchi di ghiaccio che scendono lungo il fiume e rappresentano un pericolo per le pile del ponte.
La struttura è stata soprannominata Million Dollar Bridge per via del costo di 1,4 milioni di dollari necessari per la sua costruzione. L'intera ferrovia è costata circa 20 milioni di dollari, ma si stima che il trasporto del minerale di rame attraverso di essa ne abbia reso circa 200 milioni.
La Copper River and Northwestern Railway chiuse nel 1938 quando le miniere divennero improduttive e nel 1958 il ponte fu convertito in ponte autostradale come parte della Copper River Highway che collegava Cordova a Chitina. Nello stesso anno fu installata sul ponte una placca che recita:
Il 27 marzo 1964 il ponte venne danneggiato dal violento terremoto che colpì l'Alaska: uno dei piloni del ponte si ruppe, facendo scivolare la quarta campata nel fiume. Negli anni successivi fu installato un rinforzo accanto al pilone danneggiato e una passerella temporanea per permettere il transito dei veicoli attraverso il ponte. Il traffico stradale era comunque molto limitato in quanto il terremoto aveva causato seri danni anche alla strada e il percorso agibile terminava a poche miglia di distanza oltre il ponte.
Nel 2000 il ponte fu inserito nel National Register of Historic Places con il numero #00000293.
Nel 2004 si decise di riparare seriamente il ponte, ricostruendo il pilone in cemento armato danneggiato e rialzando la campata parzialmente crollata, con un intervento del costo di 17 milioni di dollari. La decisione fu oggetto di diverse critiche dal momento che la strada continuava ad essere interrotta pochi chilometri oltre la struttura, ma fu presa dal momento che si giudicò la riparazione meno costosa che una completa demolizione del ponte in caso di completo collasso della struttura. Se le campate in metallo fossero crollate completamente avrebbero infatti rappresentato un ostacolo alla risalita dei salmoni, un elemento importante nell'economia della zona, e inoltre le vernici usate per ricoprire gli elementi metallici se esposte al continuo dilavamento da parte dell'acqua avrebbero potuto rappresentare una fonte di inquinamento per il fiume.
Il ponte riparato fu aperto al traffico l'anno successivo, ma nel 2011 il transito veicolare lungo la strada che conduce al Miles Glacier Bridge fu interrotto dal crollo di uno degli altri ponti nel delta del fiume Copper. Da quel momento l'unico modo per raggiungere la struttura è tramite una escursione in barca lungo il fiume.

## Descrizione

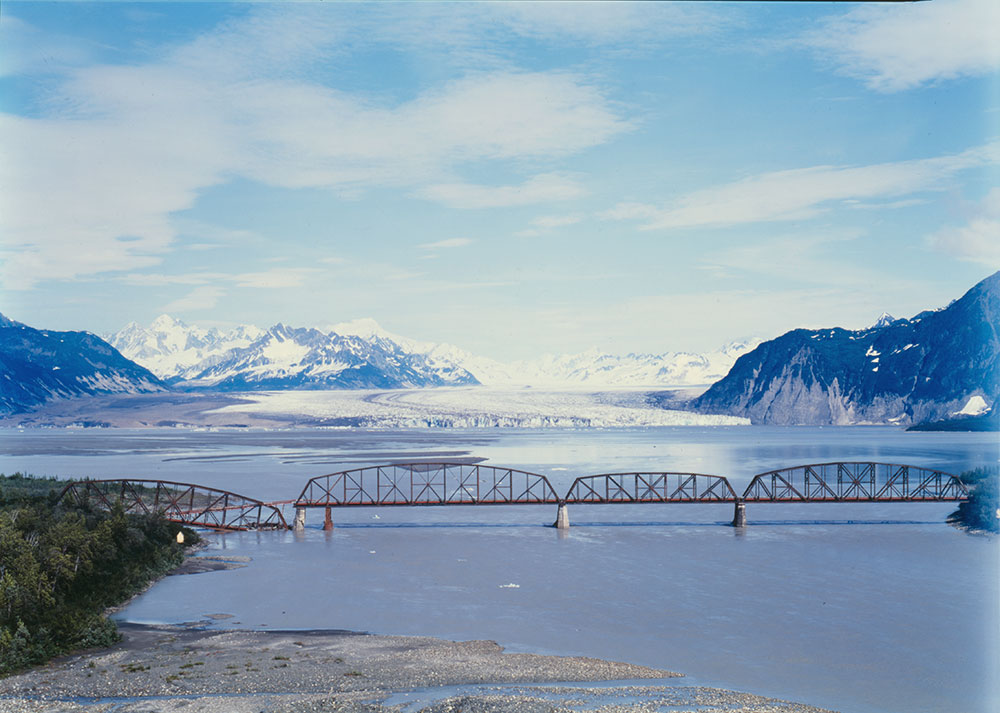
Il ponte nel 1984, con sullo sfondo il Miles Glacier.

Il ponte è stato realizzato tra il 1909 e il 1910 come ponte ferroviario con una struttura a traliccio in acciaio. Ha una lunghezza complessiva di 450 metri suddivisa in 4 campate di rispettivamente, andando da sud verso nord, circa 120, 90, 137 e 120 metri.
Le campate poggiano su tre piloni in cemento armato. Uno dei principali pericoli per i piloni sono i grossi blocchi di ghiaccio che durante la stagione calda si staccano dai due vicini ghiacciai e scendono lungo il fiume. Tali iceberg possono raggiungere un'altezza di 6 metri rispetto al livello dell'acqua e muoversi ad una velocità di oltre 11 chilometri all'ora. Per questo motivo davanti al primo e al secondo pilone sono stati realizzati due grandi rompighiaccio in cemento armato, con la funzione di spezzare o deviare gli iceberg in arrivo.
Ai lati del pilone più a nord, danneggiato dal terremoto del 1964 e ricostruito nel 2004, sono visibili due ulteriori supporti in acciaio installati durante la riparazione degli anni 2000.